# Золочевский район (Харьковская область)
Зо́лочевский район (укр. Золочівський район) — упразднённая административная единица на севере Харьковской области Украины. Административный центр — посёлок городского типа Золочев.
Существовал с марта 1923 года по июль 2020 года.
17 июля 2020 года в рамках административно-территориальной реформы по новому делению Харьковской области район был включён в состав нового Богодуховского района.

## География
Площадь — 969 км². Район граничит на востоке и юге с Дергачёвским, на западе — с Богодуховским районами Харьковской области, на северо-западе — с Великописаревским районом Сумской области, на севере — с Грайворонским и Борисовским районами Белгородской области Российской Федерации.
Основные реки — Уды, Мерла, Рогозянка, Лопань и Грайворонка (Казачья).
Через район проходит железнодорожная магистраль Харьков — Готня — Брянск.
Район является сельскохозяйственным; основная почва — чернозёмы, имеется 78365 га сельхозугодий, из них 65 866 га пашни; в районе до 1992 г. было 15 колхозов и 7 совхозов.

## Демография
Население района составляет 25 244 человека (данные 2019 г.), в том числе в городских условиях проживают 8 287 человек, сельских — 16 957 человек.
Население в 1966 году, согласно «Истории городов и сёл УССР», составляло 48 390 человек.
Плотность населения в 1966 году — 49 человек на 1 км².
С 1967 по 2019 год население района уменьшилось почти вдвое.

## История
- Район образован в 1923 году согласно постановлению Рабоче-крестьянского Правительства УССР от 7 марта 1923 года «Об административно-территориальном делении Харьковской области».
- В 1966 году границы района были изменены.
- В 2020 году в рамках «оптимизации» районов в Харьковской области Верховная Рада оставила семь районов (без данного).
- 17 июля 2020 года в рамках украинской административно-территориальной «реформы» по новому делению Харьковской области[4] район был ликвидирован[6]; его территория присоединена в основном к Богодуховскому району.

## Административное устройство
Административный центр района — город Золочев.
Район включает в себя:
| - Поселковых советов: 1 - Сельских советов: 13 | - Посёлков городского типа: 1 - Посёлков: 10 - Сёл: 62 |

### Местные советы
| Золочевский поселковый совет Александровский сельский совет Великорогозянский сельский совет Гурьево-Казачанский сельский совет Должикский сельский совет Жовтневый сельский совет Лютовский сельский совет | Малорогозянский сельский совет Одноробовской Первый сельский совет Одноробовский сельский совет Писаревский сельский совет Светличанский сельский совет Удянский сельский совет Феськовский сельский совет |

### Населённые пункты
с. Александровка (Конгрессовка)

с. Андреевка

с. Барановка

с. Басово

с. Березовка

с. Борохи

с. Бугаи Вторые

с. Великая Рогозянка

пос. Возрожденовка

с. Высокое

с. Головашевка

с. Греси

с. Гуриновка

с. Гурьев

с. Гурьев Казачок

с. Должик

с. Дуванка

с. Завадское

пгт Золочев

с. Зрубанка

с. Ивашки

пос. Калиново

с. Карасёвка

с. Ковали

с. Константиновка

с. Лемещино

с. Литвиново

с. Лютовка

с. Макариха

с. Макарово

с. Малая Рогозянка

пос. Малые Феськи

с. Малыжино

с. Мартыновка

с. Маяк

с. Мерло

с. Мироновка

с. Морозова Долина

пос. Муравское

пос. Одноробовка

с. Одноробовка

с. Окнино

с. Окоп

с. Ольшанское

с. Орешанка

пос. Перемога

пос. Перовское

пос. Першотравневое

с. Петровка

с. Писаревка

с. Постольное

с. Рассоховатое

с. Родной Край

с. Рясное

с. Светличное

с. Сковородиновка (Пан-Ивановка)

с. Скорики

с. Снеги

пос. Снеги

с. Сосновка

с. Сотницкий Казачок

с. Стогнии

пос. Тимофеевка

с. Турово

с. Уды

с. Феськи

с. Цаповка

с. Цилюрики

с. Чепели

с. Червоная Заря

с. Черноглазовка

с. Широкий Яр

#### Ликвидированные населённые пункты

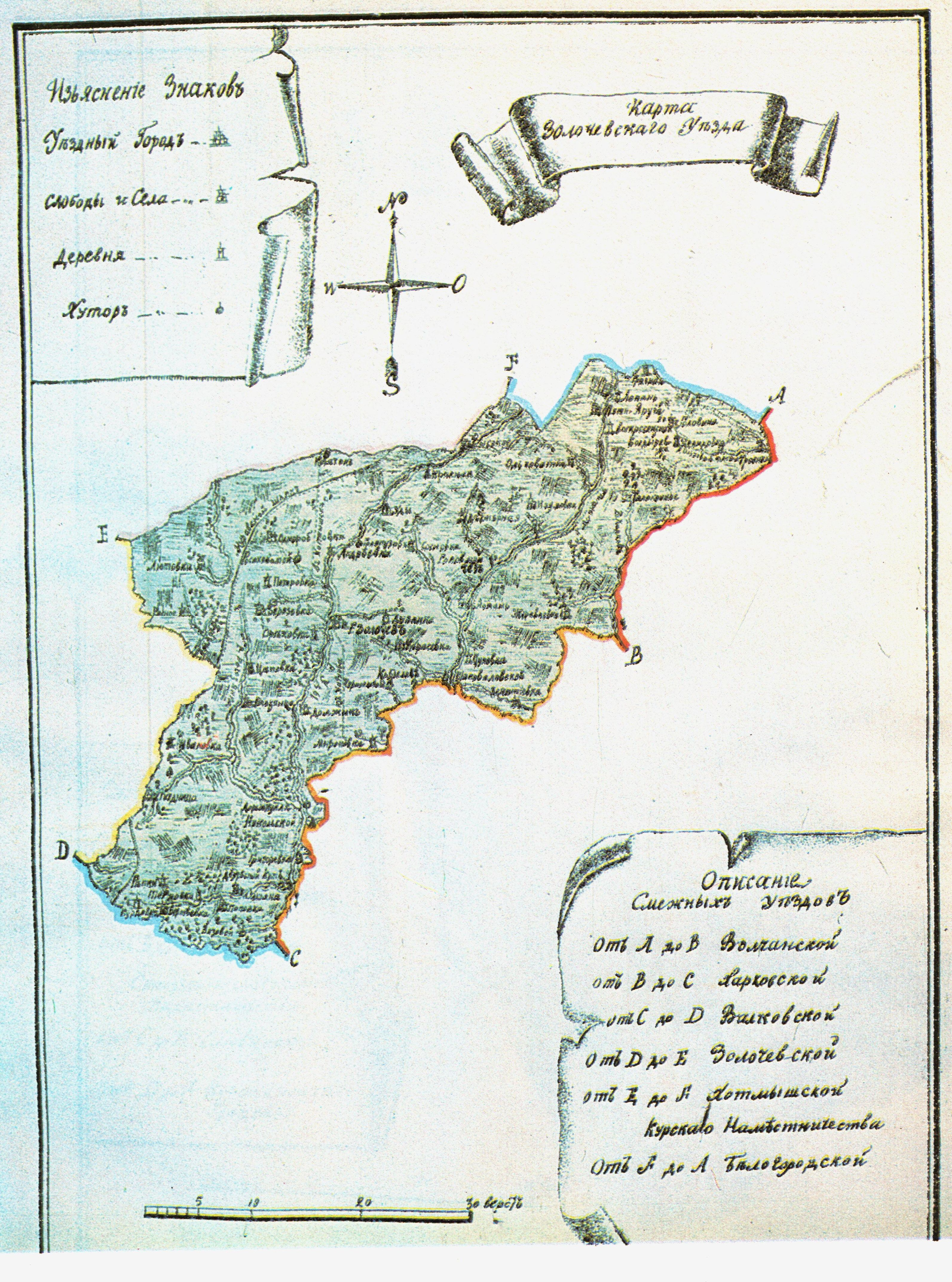
Золочевский уезд в 1788 году

| с. Бугаи Первые с. Кантемиры | с. Коробки с. Никольское | с. Стрелица с. Филоненки с. Зиньковское |

## Культура
- Район-побратим Золочевского района — Обоянский район Курской области России[7].

## Известные земляки
- Лётчик-космонавт Российской Федерации Юрий Онуфриенко — село Рясное.
- Диссидент Пётр Григоренко детство провёл в Конгрессовке.
- В Конгрессовке был убит пионер-герой Ваня Васильченко.

## Источники и ссылки

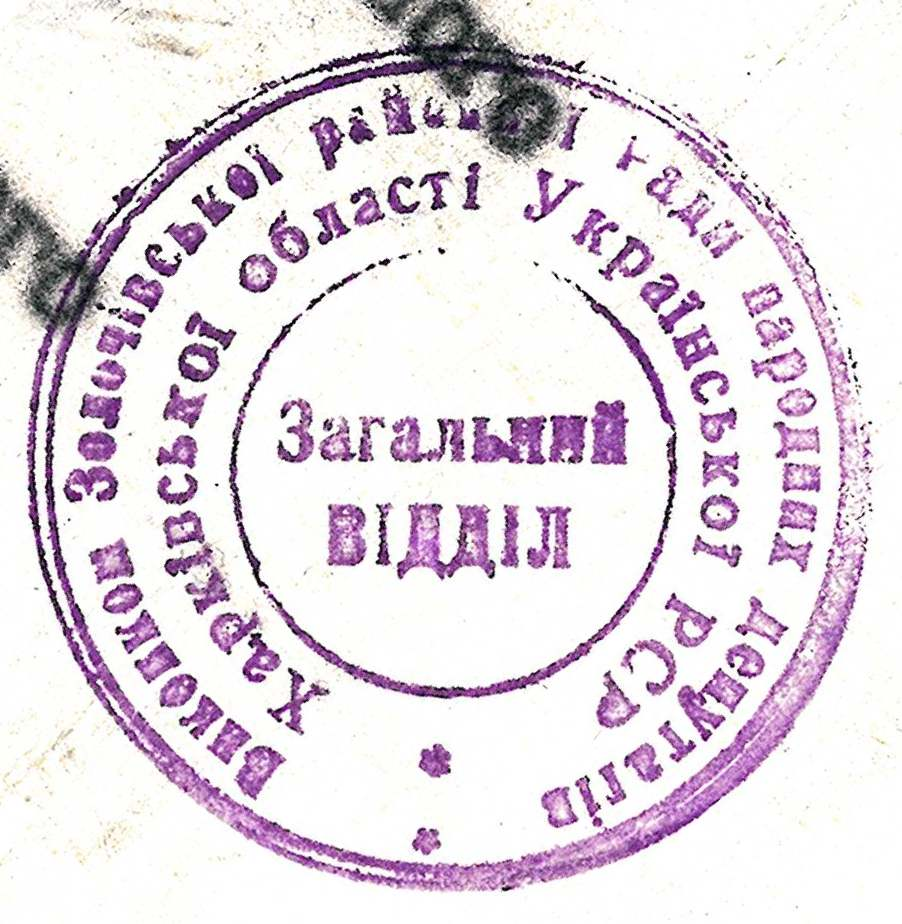
Печать Золочевского районного Совета. 1980